# Окулов, Николай Павлович (декабрист)
Николай Павлович Окулов (Акулов) (1797 или 1798 — 1 апреля 1871, село Владычное, Ярославская губерния) — морской офицер, участвовал в плаваниях на кораблях Российского флота, лейтенант, командир 4 роты Гвардейского экипажа. 14 декабря 1825 года находился со своими матросами на стороне восставших полков на Сенатской площади. По решению суда разжалован в рядовые. В 1827 году отправлен на Кавказ. Участвовал в русско-персидской и русско-турецкой войнах. За храбрость был произведён в подпоручики.

## Биография

### Происхождение и семья
Родился в семье потомственных ярославских дворян.
Дед, Окулов Прокофий Иванович находился на военной службе с 1729 года, в 1754 году — инженер-капитан, с 1765 года — бригадир, в отставке — действительный статский советник. Бабушка, Елена Ивановна — дочь контр-адмирала И. Г. Черевина.
Отец, Окулов Павел Прокофьевич — помещик, отставной прапорщик лейб-гвардии Преображенском полка. Мать — урождённая Румянцева.
Братья — Александр, в 1825 году полковник лейб-гвардии Финляндского полка и Иван, отставной коллежский асессор. Сёстры — Елена и Елизавета.

### Образование и морская служба
16 февраля 1810 года зачислен кадетом в Морской кадетский корпус. С 22 октября 1812 года — гардемарин.
Неоднократно участвовал в плаваниях по Балтийскому морю:

в 1813 году — на учебном бриге Морского кадетского корпуса «Симеон и Анна» (командир лейтенант Головин);

в 1814 году — на фрегате «Малый» (командир лейтенант Стурн);

в 1815 году — на бриге «Молния» (командир капитан-лейтенант Замбулатов).
Выпущен из корпуса мичманом — 21 июля 1815 года и назначен в 27-й флотский экипаж в Свеаборг. 27 февраля 1820 года Н. П. Окулов был произведён в лейтенанты. Переведён в Кронштадт.
В 1821 году на корабле «Святой Андрей» под командованием капитана 2-го ранга Певцова принял участие в морском переходе из Архангельска в Кронштадт.
В 1822 году переведён в 14-й флотский экипаж, которым командовал англичанин капитан-командор Монк.
Дважды ходил в плавания на фрегате «Лёгкий» (командир капитан-лейтенант Дурасов) — в 1823 году из Кронштадта до островов Эланд и Готланд (Швеция) и в 1824 году — до Исландии. По указанию императора переведён в 15-й флотский экипаж.
26 марта 1825 года зачислен в Гвардейский экипаж. Командовал придворной двухмачтовой гребной яхтой-галетом «Церера», которая использовалась царской семьёй для морских поездок между Санкт-Петербургом, Кронштадтом и Ораниенбаумом.

## Участие в восстании 14 декабря 1825 года
Н. П. Окулов входил в круг общения молодых образованных офицеров Гвардейского экипажа, обсуждавших в том числе и волновавшие их общественные проблемы. С ощущением возникшей неопределённости в ситуации, связанной с событиями, происходившими после неожиданной смерти Александра I, он говорил своим товарищам: «Вот ваши сочинители свободных стихов твердят: „Я ль буду в роковое время позорить гражданина сан?“, — а как пришло роковое время, то они и замолкли». При обсуждении с членом Северного общества и фактическим руководителем тайного общества Гвардейского экипажа лейтенантом А. П. Арбузовым готовности разных военных частей поддержать решительные действия Окулов говорил о солдатах Егерского полка, «что ежели их будут заставлять переменить присягу, то они готовы на всё».
Время действовать для гвардейских моряков наступило утром 14 декабря, когда батальон, присягнувший до того Константину Павловичу, был выведен на построение командиром экипажа капитаном 1-го ранга П. Ф. Качаловым, но отказался принимать новую присягу Николаю I. Не помогли и уговоры специально приехавшего бригадного командира генерал-майора С. П. Шипова, пытавшегося воздействовать на матросов через ротных командиров. Н. П. Окулов встал на сторону тех офицеров, которые возражали генерал-майору тем, что «они не верят, будто бы его величество цесаревич отказался от престола», и требовали либо показать «своеручное цесаревича отречение», либо для подтверждения зачитанного им акта приезда дивизионного начальника, великого князя Михаила Павловича. Активно протестовавшие командиры рот, в том числе и Окулов, задержанные по приказу Шипова в канцелярии экипажа, были освобождены, когда возбуждённый происходящим батальон со знаменем и криками «Ура!» направился на Сенатскую площадь. Среди последовавших за матросами офицеров был и Окулов, решивший не оставлять вверенную ему роту.
После разгона восставших с площади батальон вернулся в казармы и уже вечером того же дня в присутствии командира Гвардейского корпуса генерала В. А. Воинова в полном составе присягнул новому императору.
Последствиями событий дня стали арест по высочайшему повелению уже в ночь на 15 декабря инициаторов беспорядков — Арбузова, Бодиско 1 го, Кюхельбекера, Вишневского и последовавший на следующий день арест дивизионным начальником — великим князем Михаилом Павловичем поддержавших их прочих офицеров экипажа, включая командира 4-й роты лейтенанта Н. П. Окулова.

## Следствие и наказание
Арестованный Н. П. Окулов содержался сначала на главной гауптвахте в Зимнем дворце, а 3 января был переведен в Петропавловскую крепость. В ответах на вопросы следователей уверял, что «обществу не принадлежал, а на Петровскую площадь был увлечён толпой подчинённых из его роты в надежде удержать их от возмущения». В соответствии с распоряжением императора — «содержать под арестом» — оставлен в каземате № 4 Невской куртины.
16 февраля 1826 года в записке по результатам внутреннего расследования, порученного капитан-лейтенанту Гвардейского экипажа М. Н. Лермантову 1-му, младший брат которого — лейтенант Гвардейского экипажа — Д. Н. Лермантов тоже был участником событий, отмечено, что по показаниям нижних чинов «…Окулов посеял в них сомнение и увеличил оное ещё более, когда и сам столь много возражал командующему бригадой генерал-адъютанту Шипову и изъявлял ему и своё сомнение насчёт точности и справедливости акта… Он был в числе подававших свои сабли его превосходительству, когда надобно было арестовать одного Вишневского…»
По докладу следственной комиссии в список лиц, «кои по делу о тайных злоумышленных обществах передаются по высочайшему повелению Верховному уголовному суду», под № 45 был включён, как член Северного общества, лейтенант Н. П. Окулов. Материалы его дела суд рассматривал на заседании 5 июня 1826 года. По приговору был отнесён к XI разряду с указанием вины — «лично действовал в мятеже, без возбуждения нижних чинов» и приговорён без лишения дворянства к «лишению чинов и написанию в солдаты с выслугою» с распределением в дальние гарнизоны.
Гражданская казнь 15-ти морских офицеров состоялась 13 июля на флагманском корабле адмирала Р. В. Кроуна «Князь Владимир», командиром которого был назначен их бывший начальник П. Ф. Качалов. В соответствии с морским обрядом лишения чина и чести у командира роты Гвардейского экипажа лейтенанта Н. П. Окулова отобрали мундир и саблю и для ожидания отправки к месту нового назначения уже рядовым матросом вернули в Петропавловскую крепость.
26 июля 1826 год был отправлен по этапу в Томский гарнизонный батальон.

## На Кавказе
В соответствии с указом от 22 августа 1826 г., который разрешил определять разжалованных декабристов «в полки Кавказского корпуса до отличной выслуги», был из Томска направлен на Кавказ.
С 8 марта 1827 года — в 42-м егерском полку. Проявил себя в боях за Восточную Армению в ходе русско-персидской войны. Участвовал в русско-турецкой войне 1828—1829 годов. С 12 марта 1827 года — в звании унтер-офицера. 13 ноября 1829 года переведён в Кабардинский егерский полк.
Служивший в эти же годы на Кавказе П. А. Бестужев, который в 1824 году вместе с Окуловым ходил в плавание на фрегате «Лёгкий», писал о нём:

Старый товарищ мой на море, в шалостях, в горе и радости. Любезный человек! Добр, как нельзя более, честнейших правил, на всё готовый для друга… С ним не раскаивался бы провести всю жизнь, уверенный, что никакое обстоятельство в свете не могло б переменить его участие и расположение. Ум его образован настолько, чтобы не краснеть в хорошем обществе. Характер живой, но мнительный — во всём подозревает он неискренность, думает, что его обманывают в дружбе, в приёме, и, может стать, редко ошибается.

В 1831 году был замечен в распространении «вольных мыслей».
11 декабря 1837 года произведён в прапорщики и переведён в 9-й Черноморский линейный батальон на вакантную должность подпоручика.

## После службы
8 февраля 1838 года уволен из армии по болезни в звании подпоручика. Жил в своём имении в селе Владычное в Пошехонском уезде Ярославской губернии, где в 1845 году ему принадлежали 35 крепостных.
Умер «по старости» 1 апреля 1871 года. Был похоронен у местной церкви.